# フィンランド海軍
フィンランド海軍 (フィンランド語: Merivoimat, スウェーデン語: Marinen)は、フィンランドの海軍。フィンランド国防軍の一つ。海軍は約2300名の職業軍人と、約4300名の徴集兵で構成されている。フィンランド海軍の艦艇は「フィンランドの海軍の船」を表す接頭辞「FNS」を与えられるが、フィンランド語の表記においては使用されない。フィンランド海軍は、高速艇、機雷敷設艦を中心とした艦隊のほか、沿岸砲を含む沿岸兵力を有している。

## 歴史
スウェーデン統治時代には、フィンランド湾でスウェーデンとロシア艦隊の間で多くの戦いがあった。スウェーデンの海軍基地の多くは、現代のフィンランド領内に位置し、多くの船員はフィンランド出身だった。（ en:Archipelago Fleetも参照）
ロシア統治時代（1809-1917）Suomen Meriekipaasiと呼ばれたフィンランドの海軍部隊は、ロシア帝国海軍のバルチック艦隊と共に、フィンランド沿岸を防衛した。Meriekipaasiは、主に陸上任務ではあるが、クリミア戦争にも参加した。ヘルシンキのスオメンリンナの要塞の包囲中にサンタハミナ島で沿岸部隊を担ったほか、フィンランドの民族叙事詩にちなんで名付けられた蒸気フリゲート艦リューリクとカレワラを含む艦船を運用した。（これらの艦は後にロシア太平洋艦隊で活躍した）

### フィンランド共和国
独立したフィンランドの海軍が得た最初の戦力は、ロシア海軍が残した時代遅れの艦船の寄せ集めだった。ロシア海軍は、フィンランド内戦中にドイツ軍から艦艇を守るためクロンシュタットへ退避させたが、凍結により全ての艦艇を待避させることができなかった。1910年代後半から1920年代初頭のフィンランド海軍は、いくつかの砲艦（Klas Horn、Matti Kurki、Turunmaa、Karjala）、6隻のS級魚雷艇、8隻のC級魚雷艇、1隻の機雷敷設艦（Louhi）何隻かの掃海艇、及び5隻のT級機雷敷設艇で構成されていた。これらの軍艦に加えて、ロシアは数多くの雑多な艦船を残した。
さらに、ドイツはフィンランド海軍への2隻の敷設艦（ヘメンメアとウーシマー）を譲渡し、イルマリネン級海防戦艦が就役するまで、これら2隻はフィンランド海軍の中核を形成した。タルトゥ条約で、フィンランド海軍は運用していた艦艇の一部を返却する必要があった。対象には、3隻のSクラスの魚雷艇（S3、S4、S6）、何隻かの掃海艇（Altair、Mikula、MP 7、MP 11、Ahvola、T 12）、15隻のタグボート、4隻の小型輸送船および54隻のモーターボートが含まれていた。また、フィンランド海軍はバルト海におけるソ連に対するイギリス海軍の作戦で3隻の魚雷艇（C1、C2、C3）を失った。 3隻はバルト海の結氷が溶けるまで凍結したままにされたため、氷による修復不可能な損傷を受けた。最後に残ったC級魚雷艇は、この事件の後、予備役に編入された。
1925年10月に発生した荒天による魚雷艇S2の喪失を経て、海軍の近代化について様々なプランで論争が行われた後、1927年にフィンランドの議会は2隻の海防戦艦および4隻の潜水艦を取得する計画を承認した。魚雷艇はイギリスからの輸入だけではなく、国内での建造も行われた。掃海艇も新たに建造されたほか、練習船としてスオメン・ヨーツェンも取得した。

### 第二次世界大戦

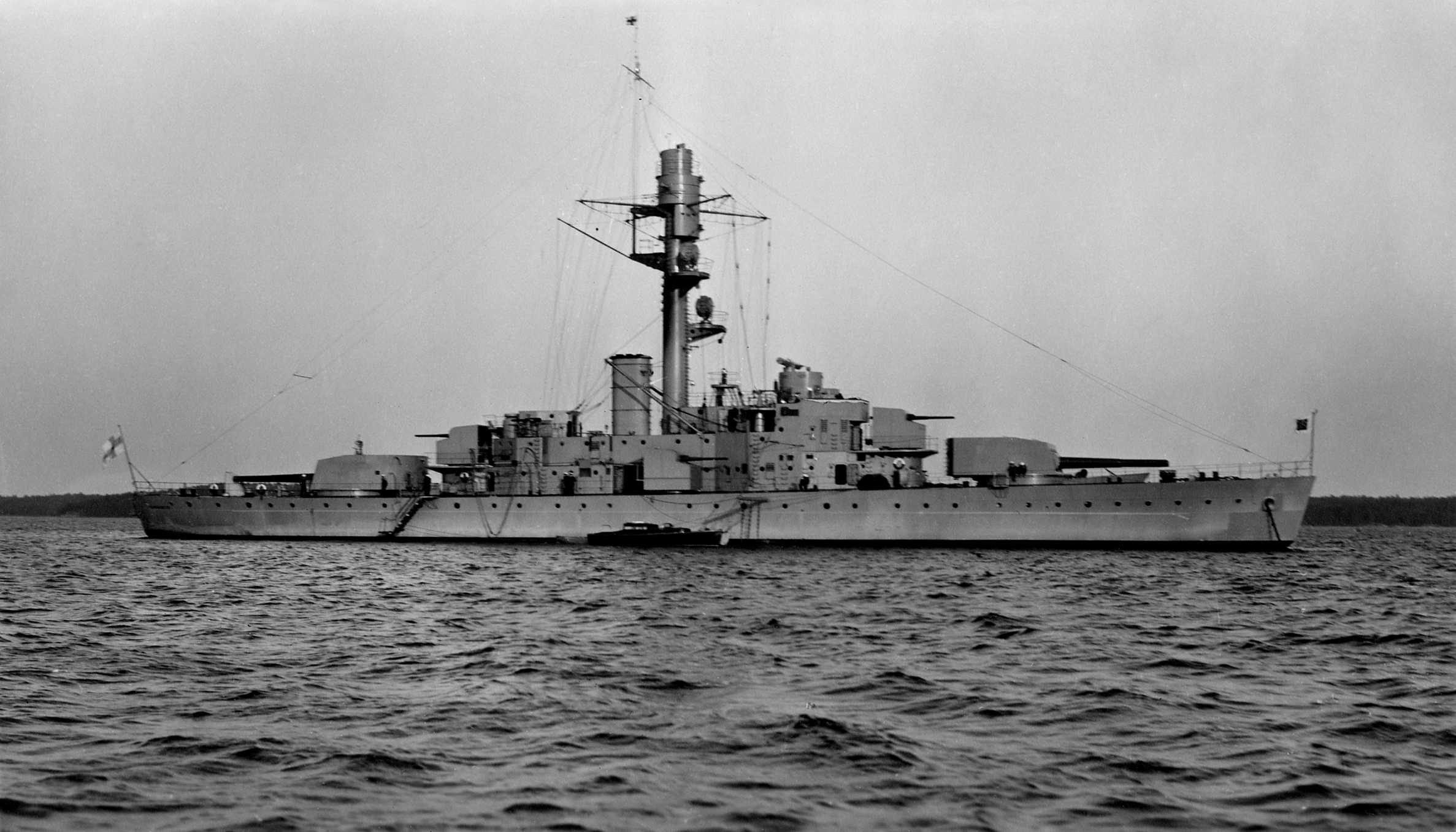
イルマリネン級海防戦艦「ヴァイナモイネン」 （1938年）

第二次世界大戦初頭のフィンランド海軍の戦力は限られていた。計画された艦艇の一部はまだ建造されておらず、経済の戦時的制約により建造期間は延長された。
 バルト海艦隊 
- イルマリネン級海防戦艦 - 2隻：イルマリネン、ヴァイナモイネン
- ヴェテヒネン級潜水艦：3隻
- 単級潜水艦 - 2隻：サウッコ、ヴェシッコ
- 単級砲艦 - 4隻：トゥルンマー、カルヤラ、ウーシマー、ハメーンマー
- シス級魚雷艇 - 2隻
- 単級魚雷艇 - 1隻：イスク
- ショキスィー級魚雷艇 - 4隻
- 単級敷設艦 - 1隻：ロウヒ
- アヒャン級掃海艇 - 6隻
- ラウツ級掃海艇 - 2隻
- 単級練習船 - 1隻：スオメン・ヨーツェン

 ラドガ艦隊 
- 単級砕氷船 - 1隻：アアロカス
- 単級砲艦 - 1隻：アウヌス
- 単級敷設艦 - 1隻：ユルジオ
- タグボート - 1隻：ヴァカバ
- モーターボート - 2隻：S1、N・K・アフ・クレッカー

フィンランド海軍このほか、沿岸警備隊から編入した複数の補助艦艇、砕氷艦、巡視船、武装商船を保有していた。

#### 冬戦争
冬戦争が勃発したとき、フィンランド海軍は非武装のオーランド諸島を占領し、商船を保護するために動いた。戦争の最初の一ヶ月の間に、ソ連の艦隊とフィンランド沿岸部隊はハンコ、ウト、コイヴィストで戦った。ソ連の戦艦はハンコおよびコイヴィストで沿岸部隊の攻撃により損害を受け、戦線離脱を余儀なくされた。ソ連の主力艦を沈めるために潜水艦（VesikkoとSaukko）を使用するフィンランドの努力は失敗した。 1939年12月には氷が厚くなったが、唯一の砕氷艦はまだ動くことができた。 2隻の海防戦艦は、都市の防空を強化するためにトゥルクの港に移動して使用され、戦争の期間中そこに残った。

#### 継続戦争
継続戦争が始まる前にフィンランド海軍は5隻の魚雷艇をイタリアに発注した。ソ連が冬戦争以降に取得したハンコ半島の基地は、フィンランド海軍の作戦領域を2つに分けた。これは、機雷原によって守られたフィンランド湾東部の入口にあるRussaröとOsmussaarの要塞砲を含んでいる。広大な機雷原は戦争が始まった際に、ドイツ海軍と協力して敷設された。ソ連が1941年12月にハンコを撤退するまで、海防戦艦はハンコのソ連の基地を砲撃した。
フィンランド湾には1941年から1945年の間に、69779個の機雷および障害物がフィンランド、ソ連、ドイツの各海軍によって敷設された。ソビエト海軍は16179個の機雷と2441個の障害物、フィンランド海軍は6382個の機雷を敷設した。ドイツ海軍は艦艇、潜水艦、航空機から45000個の機雷を敷設し、そのうち3000個は磁気機雷だった。終戦後、1957年まで掃海作戦が行われたが、機雷の危険性は数十年以上継続しており、バルト海には第二次世界大戦時代の機雷が何百も残されている。機雷によるフィンランド海軍の最大の被害は、イルマリネン級海防戦艦の喪失である。 1941年9月13日に触雷したイルマリネンは沈没し、乗員のうち271名が死亡、132名が救出された。生存者のほとんどは後に、外輪式の蒸気船を含む古い捕獲船を使用したオネガ湖の艦隊へ配属された。
1942年の海上戦闘は対潜水艦戦が中心であった。フィンランド海軍とドイツ海軍はバルト海に侵入するソ連の潜水艦を防ぐことを試みた。しかし、機雷原はソ連の潜水艦の活動を完全に停止させるには不十分であった。ソ連の潜水艦により18隻が撃沈され、うち7隻がフィンランドの船舶だった。 3隻のフィンランド海軍の潜水艦により、12隻のソ連の潜水艦が撃沈された。対潜水艦戦の次の段階は、NaissaarとPorkkalaの間の対潜ネットでフィンランド湾を封鎖することであった。対潜ネットの設置は海氷が溶けた直後に行われた。対潜ネットと付随する機雷原は障壁として効果的に機能し、ソ連の艦艇の一部は1944年の秋までフィンランド湾東部に閉塞されていた。ソ連海軍は障壁を回避するために、フィンランドの沿岸の航路を使用することが可能であった。
1942年春にフィンランド海軍はゴーグラント島を占領した。 1942年7月にソ連はフィンランド湾の小さな島であるソマーズ島を占領しようとしたが、ソ連は何隻かの巡視艇や魚雷艇と128名の兵士を失い、102名の兵士が捕虜となる結果に終わった。 1943年にフィンランド海軍は14隻の新しい魚雷艇を受領し、これまで使用されていた戦前型の魚雷艇を置き換えた。
1944年、ソ連はフィンランドに対する大攻勢を開始した。フィンランド海軍はヴィボルグ湾で陸軍の戦闘を支援したが、最終的には艦艇を撤退することを余儀なくされた。

#### ラップランド戦争
1944年9月には、ドイツに対する軍事作戦が開始された。主戦地は、北部のラップランド戦争だったが、ドイツ人もゴーグラント島を占領しようとしたが、タンネ・オスト作戦により攻撃は撃退された。戦闘中にフィンランドの魚雷艇は、いくつかのドイツの艦艇を沈めた。
フィンランド海軍の最後の作戦行動は、陸海軍共同のオウルからトルニオへの上陸作戦（トルニオの戦い）だった。フィンランドの砲艦はドイツの部隊を砲撃し、対空部隊は輸送船に深刻な脅威を与えていたドイツの航空攻撃から船団を護衛した。海軍は更に、バルト海でドイツ軍のUボートを狩り、最後の機雷敷設を行った。
ソビエトとの休戦後、フィンランド海軍は厳しい掃海作戦に参加するよう命じられた。1950年代まで作戦は継続され、任務に従事した隊員には多くの死傷者が発生した。

### 冷戦時代
大戦中の艦艇は1950年代から1960年代にかけて置き換えられたが、フィンランドの中立的な立場から東側と西側それぞれから装備を輸入することを余儀なくされた。ベイ級フリゲート（マッティ・クールキ）、2隻のダーク級高速哨戒艇（Vasama1およびVasama2）と4隻のBYMS級掃海艇は、英国から輸入された。2隻のリガ級フリゲート（ヘメンシアとウーシマー）、4隻のオーサ型ミサイル艇（Tuima級ミサイル艇）がソ連から輸入された。艦艇のうちの一部、2隻のトゥルンマー級コルベット（TurunmaaとKarjala）とヌオリ級高速砲艇は、国内で生産された。
1947年に締結されたパリ条約は、フィンランド国防軍の攻撃能力に制限をもたらした。海軍の場合、艦隊はわずか10,000トン以下、人員は4500人以下に制限された。武器に関しては、魚雷、潜水艦、機雷やミサイルの装備が禁止されていた。制限は1960年代からミサイルや機雷について緩和された。魚雷についての制限は完全には守られずリガ級フリゲートには魚雷が装備されていたほか、一部の砲艦は速やかに魚雷艇に転用できる設計で建造された。ソ連の崩壊により、冷戦時代の兵力制限は無効となったが、海軍の規模は現在もほぼ同じである。

### 現状
1990年代後半には、フィンランド海軍はLaivue2000と呼ばれる新しいミサイル艇戦隊を計画していた。当初、戦隊は2隻のハミナ級ミサイル艇と4隻のトゥーリ級ホバークラフトで構成されることになっていた。海軍は1隻のプロトタイプのホバークラフトを建造して試験を行ったものの、2003年に運用の断念と追加建造が行われないことが発表された。代替としてハミナ級ミサイル艇が2隻追加建造された。トゥーリ級に搭載されていた装備はヘメンメア級機雷敷設艦に移設された。
ケーブル敷設艦Putsaariと輸送艦HyljeはUudenkaupunginTyövene造船所によって建造された新しい多目的艦によって2011年に置き換えられた。油流出事故にも対応する新砕氷艦は2011年3月8日にLouhiと命名された
1979年に建造された機雷敷設艦ポーヤンマーは、当初2013年に退役が予定されていたが2015年に退役、国営船会社ILS Oy.に売却され海洋調査船に改修された。フィンランド海軍の旗艦の役割はヘメンメア級機雷敷設艦のヘメンメアが引き継いだ。

## 組織
現在の最高司令官はヨリ・マティアス・ハルユ少将である。フィンランド海軍は2つの管区で構成されており、そのほかに沿岸防備旅団であるウーシマー旅団が存在する。ウーシマー旅団の前身はスウェーデン王グスタフ2世アドルフによって1626年に設立されたニューランド連隊にまで遡ることができ、スウェーデン陸軍から連隊の伝統や戦闘の栄誉を現在も継承している。

### 拠点
- フィンランド海軍本部（トゥルク）
- フィンランド海軍大学（ヘルシンキ）
- フィンランド海軍補給所（パンジオおよびキミト）
- フィンランド海軍研究所（エスポー）

### 司令部
- フィンランド湾管区司令部（キルッコヌンミ）
- 多島海管区司令部（トゥルク）
- ウーシマー旅団 (エケネス）

### 主要部隊
- 高速攻撃艇隊×2
- 掃海部隊×3
- 機雷敷設艦×2
- 補助機雷敷設艦×3
- 哨戒艇×2
- 沿岸猟兵大隊×2
- 沿岸猟兵中隊×6
- 沿岸ミサイル中隊×2
- 対艦ミサイル隊×4
- 固定沿岸砲兵ユニット×4
- 機動沿岸砲兵ユニット×12

## 装備
現代の海軍では珍しく艦艇にダズル迷彩風の幾何学パターンを塗装している。

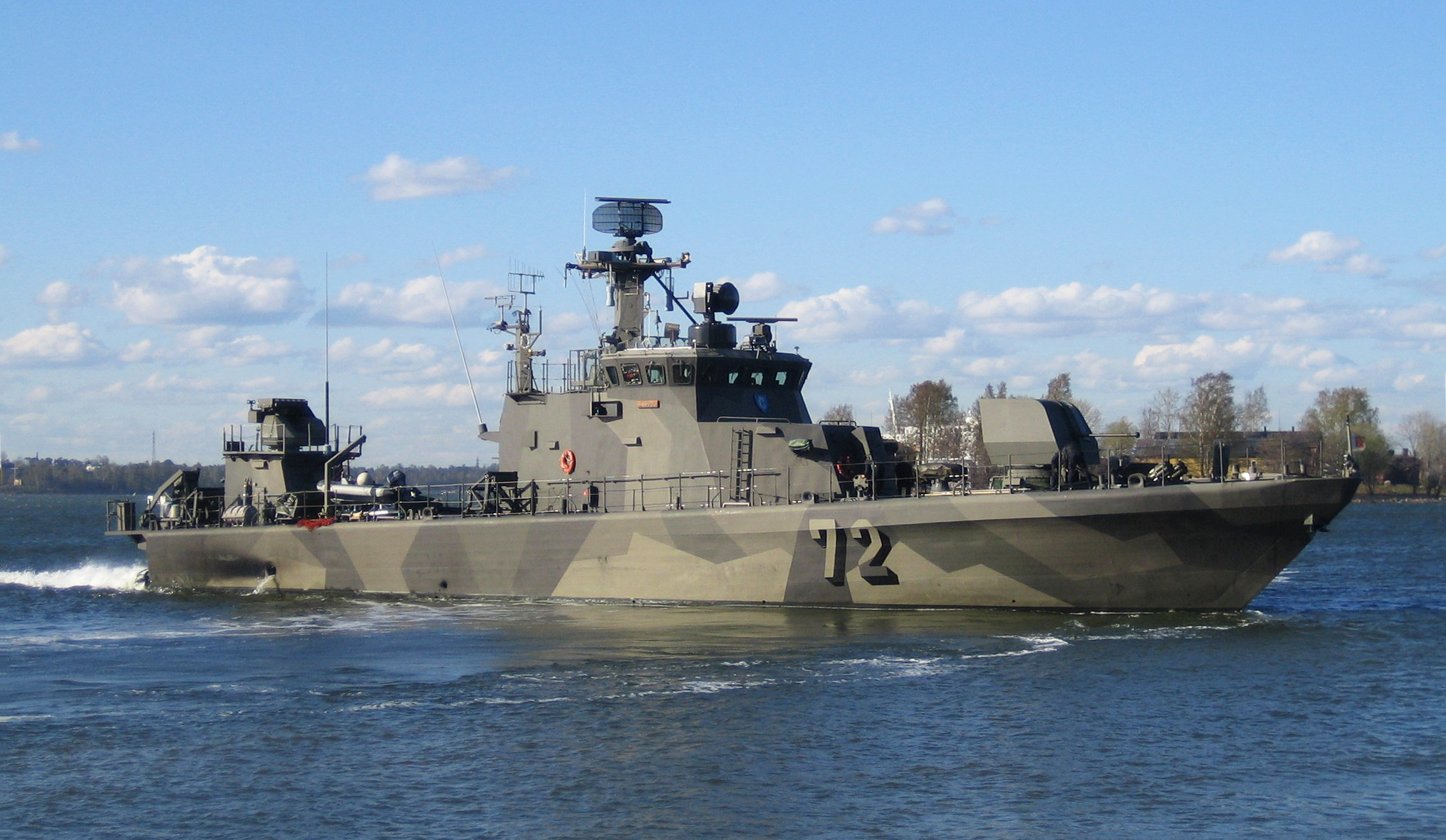
ラウマ級ミサイル艇

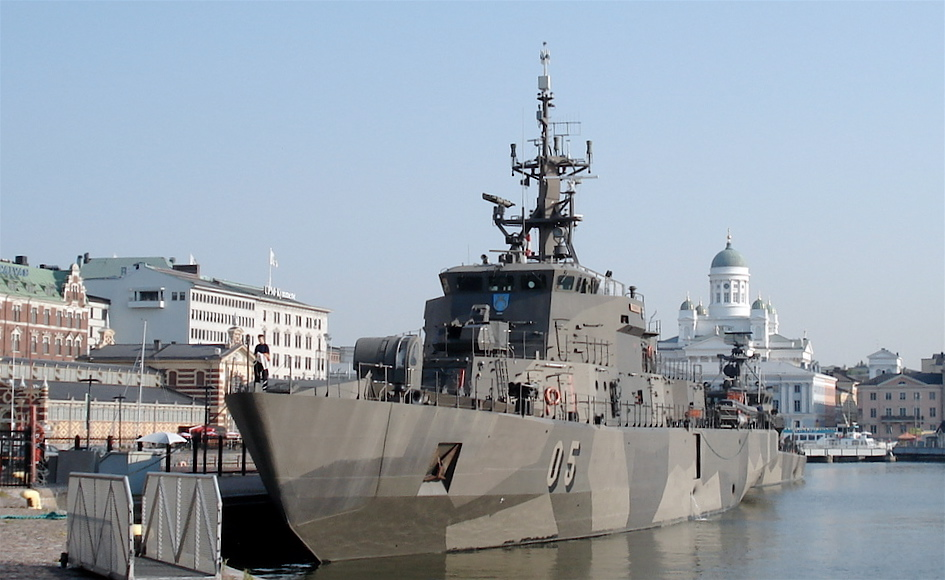
ヘルシンキ港のヘメンメア級機雷敷設艦 ウーシマー

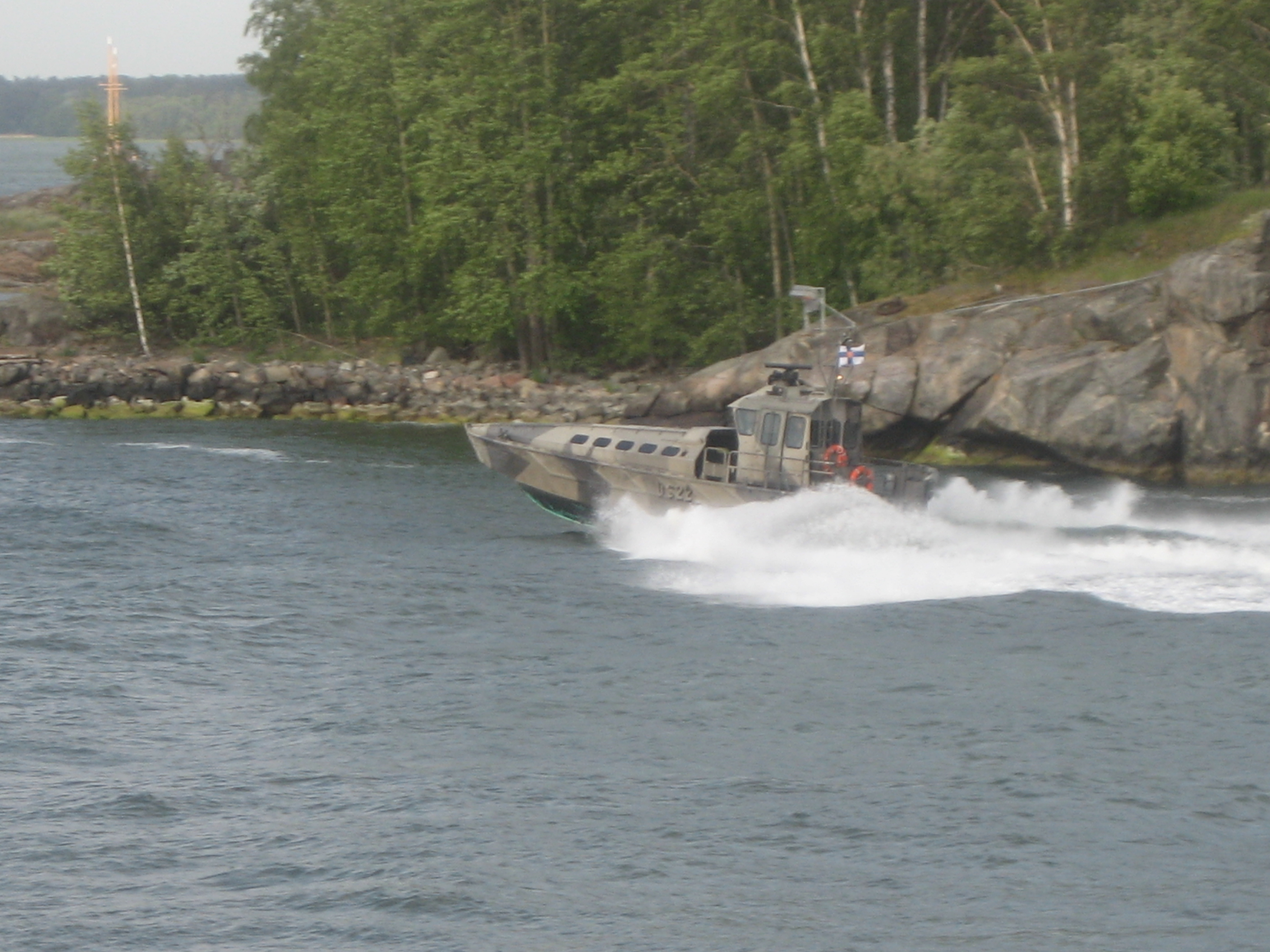
ユルモ型上陸用舟艇

### 艦艇
高速攻撃艇
- ハミナ級ミサイル艇(Hamina class) ×4隻
- ラウマ級ミサイル艇(Rauma class) ×4隻

機雷戦艦艇
- ヘメンメア級機雷敷設艦(Hämeenmaa class) ×2隻
- パンシオ級機雷敷設艦(Pansio class) ×3隻
- カタンパ級掃海艦（英語版、フィンランド語版）(Katanpää-class) ×3隻
- クハ級掃海艇（英語版、フィンランド語版） (Kuha class) ×3隻
- キースキ級掃海艇（英語版、フィンランド語版）(Kiiski class) ×6隻

#### 将来計画
Laivue2000計画の終了後は、海軍は機雷戦艦艇の整備に注力しており、老朽化しているクハ級掃海艇とキースキ級掃海艇を置き換えるMCMV2010計画を推進している。MITOクラスとして計画された3隻のカタンパ級掃海艦は、2014年までに配備され、2015年までに初期作戦能力を獲得する予定である。
現在のミサイル艇よりも大きく、国際協力のためのより多くの任務に対応可能な次世代の水上戦闘艦は、ポーヤンマー級コルベットとして2025年時点で2隻を建造中である。フィンランド海軍は、ヘメンメア級機雷敷設艦およびポーヤンマー級機雷敷設艦とラウマ級ミサイル艇を代替することを意図している。
2012年10月、フィンランド海軍は、12隻の高速輸送艇を3400万ユーロで納入する契約をマリン・アルテック（Marine Alutech）社と締結した。契約には建造数を増加するオプションが含まれている。ウイスコ型上陸用舟艇、ユルモ型上陸用舟艇の後継となるWatercat M18は全長19メートルで、25名の兵員を輸送して最大40ノットを発揮する。船体には上陸作戦中に火力支援を提供する遠隔制御ターレットが装備される。

### 沿岸兵力
沿岸部隊には沿岸歩兵と沿岸猟兵および沿岸砲兵ユニットが含まれる。沿岸砲兵ユニットは牽引砲から対艦ミサイルへ装備を転換しており、牽引砲は段階的に廃止され、すべての砲火力による沿岸防御は、近い将来に廃止される予定である。
- スパイクER - 沿岸歩兵が運用する対舟艇用ミサイル、2005年よりウーシマー旅団で使用されている
- MTO-85M - 沿岸砲兵ユニットが運用する地対艦ミサイル 、SAAB社が開発したRBS-15Mk.3を採用している
- 130 53 TK/100 56 TK/130 K 54/130 K 90-60 - 沿岸砲兵ユニットが運用する要塞砲および牽引砲
- BOR-A 550  - タレス・グループ製の可搬型の地上警戒レーダー